# Philippsburg
Philippsburg (do 1632 Udenheim) – miasto w Niemczech, w kraju związkowym Badenia-Wirtembergia, w rejencji Karlsruhe, w regionie Mittlerer Oberrhein, w powiecie Karlsruhe, siedziba związku gmin Philippsburg. Leży nad starorzeczami Renu, ok. 25 km na północ od Karlsruhe, przy drodze krajowej B36 i linii kolejowej Stuttgart – Mannheim; Mannheim – Bazylea.
Od 1371 do 1718 Philippsburg był własnością biskupa Spiry. Do 1632 miasto było znane pod nazwą Udenheim. Od 1632 obowiązuje obecna nazwa miasta, która pochodzi od imienia biskupa Philippa Christopha von Sötern. Był on biskupem od 1610 do 1652.
Dawniej była tu twierdza, zdobyta przez armię francuską podczas polskiej wojny sukcesyjnej (w czasie oblężenia zginął wódz armii francuskiej marszałek James Berwick).
Obecnie w okolicach miasta istnieje elektrownia jądrowa.

## Osoby

### Urodzone w Philippsburgu
- Franz Burda

### Związane z miastem
- Friedrich Hebbel